# ペドロ・ホーシャ・ネーヴェス
ペドロ・ホーシャ（Pedro Rocha）こと、ペドロ・ホーシャ・ネーヴェス（Pedro Rocha Neves，1994年10月1日 - ）は、ブラジル・ヴィラ・ヴェーリャ出身のサッカー選手。フォルタレーザEC所属。ポジションはFW（左ウィング）。

## クラブ歴
アトレチコ・ミネイロのアカデミーでサッカーを始めた。2008年に13歳でサンパウロFCに移籍するが数ヶ月で放出された。ジョゼ・ボニファシオECを経て2011年にCAジアデマからCAジュベントスに加入。2013年3月20日にカンピオナート・パウリスタ・セリエA2でトップチームデビュー、PKを2本決めた。
2014年3月12日にグレミオFBPAに年末までの契約で期限付き移籍、U-20チームでプレーした。2015年1月7日にグレミオが買取、トップチームに昇格。5月16日のコリチーバFC戦にスターティングメンバーに名を連ねてカンピオナート・ブラジレイロ・セリエA初出場。6月27日のアヴァイFC戦で同リーグ初得点を挙げたが、試合開始37秒でのこのゴールはリーグ最速記録となった。アトレチコ・ミネイロとのコパ・ド・ブラジル2016決勝第1試合では得点を決めたが、イエローカード2枚を提示され退場処分となった。
2017年8月31日にロシア・プレミアリーグのFCスパルタク・モスクワに移籍。2019年4月、2019年末までのレンタルでクルゼイロECに移籍した。2019年12月24日、2020年末までのレンタルでCRフラメンゴにレンタル移籍することが発表された。
2021年2月24日にクインシー・プロメスがレンタルバックすると外国人選手枠が飽和し、自身はリザーブチームへ登録された。
2021年8月13日、アトレチコ・パラナエンセに1年間レンタル移籍した。
2022年8月11日、フォルタレーザECに移籍した。

## タイトル
グレミオ
- コパ・ド・ブラジル : 2016

クルゼイロ
- カンピオナート・ミネイロ : 2019

フラメンゴ
- レコパ・スダメリカーナ : 2020
- スーペルコパ・ド・ブラジル : 2020
- カンピオナート・カリオカ : 2020

アトレチコ・パラナエンセ
- コパ・スダメリカーナ : 2021